# Ернст (архієпископ Кельна)
Ернст Баварський (нім. Ernst von Bayern; 17 грудня 1554 — 17 лютого 1612) — церковний і державний діяч Священної Римської імперії, 57-й архієпископ Кельна-курфюрст і 29-й герцог Вестфалії в 1583—1612 роках.

## Життєпис
Походив з династії Баварських Віттельсбахів. П'ятий син Альбрехта V, герцога Баварії, та Анни (доньки імператора Фердинанда I Габсбурга). Народився у 1554 році в Мюнхені. Вивчав теологію та витончені мистецтва в унверситетах Інгольштадту та Риму.
1566 року обирається єпископом Фрайзінгу. Виявив себе вірним католицькому вченню та принципам Контрреформації. 1570 року стає каноніком Кельнського собору. 1573 року стає новим єпископом Гільдесгайму, розпочавши наступ на місцевих протестантів, які за часів попередника Бурхарда фон Оберга суттєво посилилися.
1577 року кандидатував на посаду архієпископа Кельнського, але програв Ґебгарду фон Вальдбургу. Ернст скаржився до папи римського Григорія XIII на неправильність процедури обрання, проте марно. Того ж року був висвячений на священика.
У 1581 році його обрали князем-єпископом Льєжа. Незабаром він також став адміністратором імператорського абатства Стабло-Малмеді. У 1583 році після того, як Ґебгард I фон Вальдбург, архієпископ Кельна, перейшов до кальвінізму, папа римський позбавив того сану та призначив нові вибори. Капітул Кельнського собору обрав новим очільником Кельнської архієпархії Ернста. Але фон Вальдбург відмовився підкорятися. Почалася так звання Кельнська війна. Тоді на допомогу Ернсту прийшов його брат Вільгельм V, герцог Баварії. Допоміжні війська також спрямував Алессандро Фарнезе, губернатор Іспанських Нідерландів. Після декількох поразок 1583 року зрештою іспано-баварські війська завдали поразки протестантам, завдяки чому Ернст Баварський зумів зайняти Бонн та більшість Кельнського архієпископста.
Напочатку 1584 року відвоював герцогство Вестфальське. Невдовзі Ернста обирають єпископом Мюнстера. За цим сприяв зміцненню Йоганна Вільгельма, герцога Юліх-Клеве-Берг, у вірності католицизму. 1585 року суперник Ернста — Ґебгард фон Вальдбург, отримавши допомогу від Вільгельма Оранського, штатгальтера Голландії і Зеландії, перейшов у наступ. 1587 року Ернстом було втрачено Бонн. Лише у 1588 році зумів здолати протестанські війська, але окремі сутички тривали до травня 1589 року.
В усіх своїх єпархіях розпочав жорстку боротьбу з протестантизмом. Для цього закликав єзуїтів, що оселилися в Еммеріху, Бонні, Нойсі, Аахені, Гільдесгаймі та Мюнстері. Також підтримував діяльність ордену капуцинів, які зокрема створили семінарію в Льєжі. Втім в герцогстві Вестфальському протестанські громади зберігали вплив протягом усього правління Ернста. У 1589 році надав кошти для видання медичних та філософських праць Парацельса.
1590 року проти власного бажання підтвердив право на об'єднаннян станів Кельнського архієпископства. Невдовзі після цього таке ж підтвердження надав Вестфалії. У 1593 році відбулося відновлення духовного обряду для судових службовців. У 1595 році видав поліцейські постанови щодо Рейнланду та Вестфалії. Того ж року перебрався до палацу Ландсбергергоф в Арнсберзі. Невдовзі призначив небожа Фердинанда коад'ютором Кельнської архієпархії, Мюнстерського, Льжського, Гільбесгаймського єпископств. Йому передав усі справи, поринувши у задоволення.
Помер 1612 року в Арнсберзі. Поховано перед каплицею Водохрещі Кельнського собору.

## Характер і спосіб життя
Захоплювався математикою, астрономією, астрологією та алхімією, полюбляв живопис та музику. Також мав схильність до гарної їжі, полювання та любовних утіх. Основною його коханкою була Гертруда фон Плеттенберг, для якої в Арнсберзі побудували палац Ландсбергергоф.

## Родина
Коханка — Гертруда, донька Ульріха II фон Плеттенберг-Баменоля
Діти:
- Вільгельм (д/н—1657), князь-абат монастирів Стабло та Мальмеді